# Хендрик IV (Брабант)
Вижте пояснителната страница за други личности с името Хайнрих IV.
Хайнрих IV (на нидерландски: Hendrik IV van Brabant, на немски: Heinrich IV; * 1251, † сл. 1272, Льовен, Херцогство Брабант) от род Регинариди е херцог на Брабант от 1261 до 1267 г.

## Живот
Той е големият син на херцог Хайнрих III (1231 – 1261) и съпругата му Аликс от Бургундия (1233 – 1273), дъщеря на Хуго IV, херцог на Бургундия. Брат е на Мария, която през 1274 г. се омъжва за френския крал Филип III Смелия.
На десет години той наследява баща си под опекунството на майка си. Понеже е душевно болен, през 1267 г. той се отказва от службите си в полза на брат си Ян I. Влиза в манастира „Св. Бенин“ в Дижон (Бургундия), където се заклева на 1 октомври 1269 г. За последен път той е споменат на 28 април 1272 г.